# Massif du Taillefer
Pour les articles homonymes, voir Taillefer.
Le massif du Taillefer est un petit massif des Alpes françaises situé dans le département de l'Isère.

## Géographie

### Situation
Il prolonge au sud-ouest la chaîne de Belledonne et se situe au nord-ouest du massif des Écrins, au nord du massif du Dévoluy, et à l'est du Vercors. Il est bordé par le Drac, la Romanche, la Lignarre et la Malsanne. Le plateau matheysin, ainsi que les sommets qui le bordent, en occupent la moitié occidentale. Au nord-est, le plateau des Lacs, est parsemé de lacs de montagne : de la Veche, de l’Agneau, Noir, Culasson, Fourchu. Sa frange nord-est (bassins versants de la Lignarre et de la Romanche) appartient quant à elle à l'Oisans.
Le massif est classé Natura 2000 avec 19 habitats d'intérêt communautaire différents.

### Principaux sommets

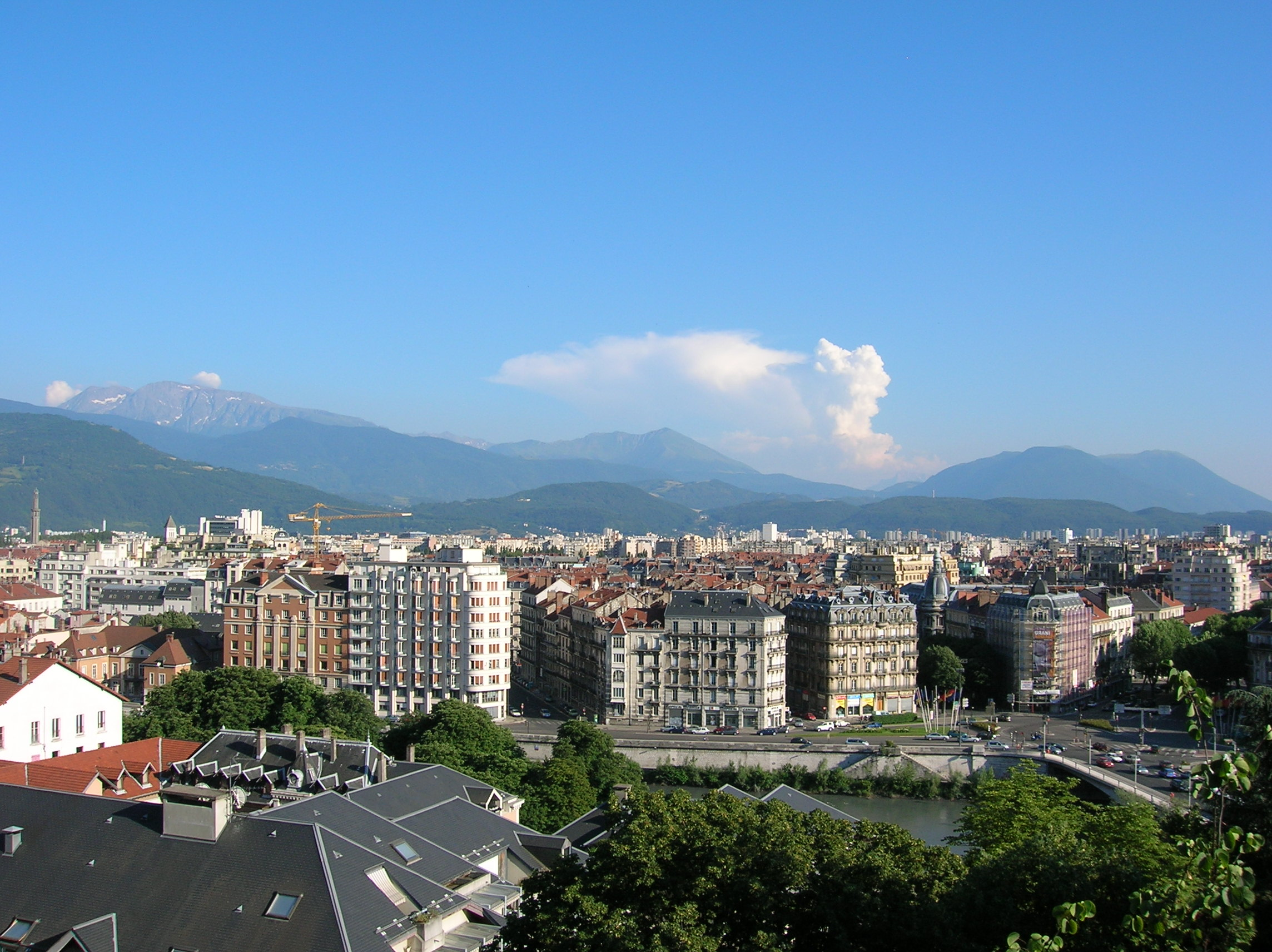
Le massif du Taillefer en arrière-plan, au-dessus de Grenoble

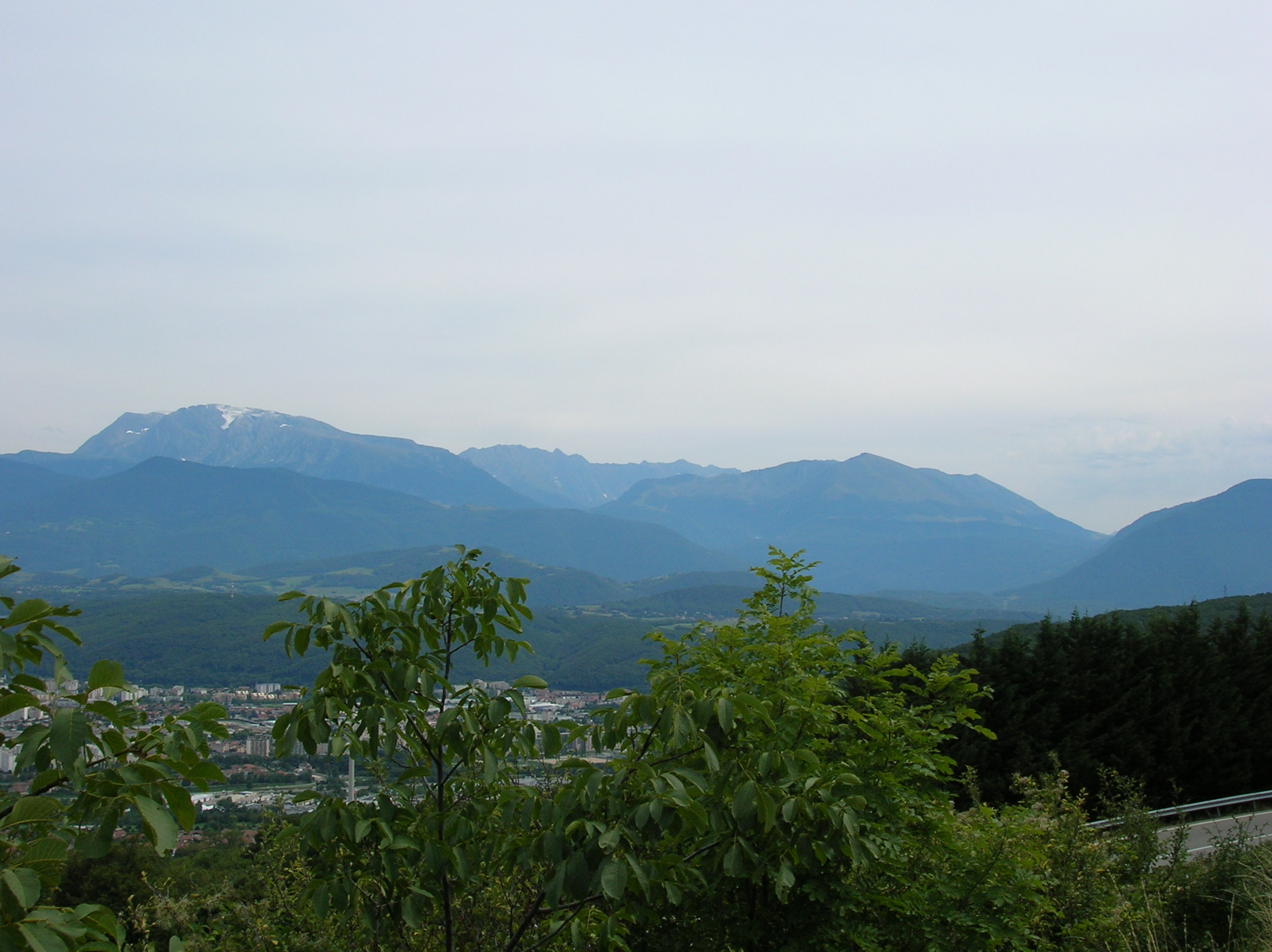
Le massif du Taillefer depuis les hauteurs de Seyssinet-Pariset (pentes du Vercors)

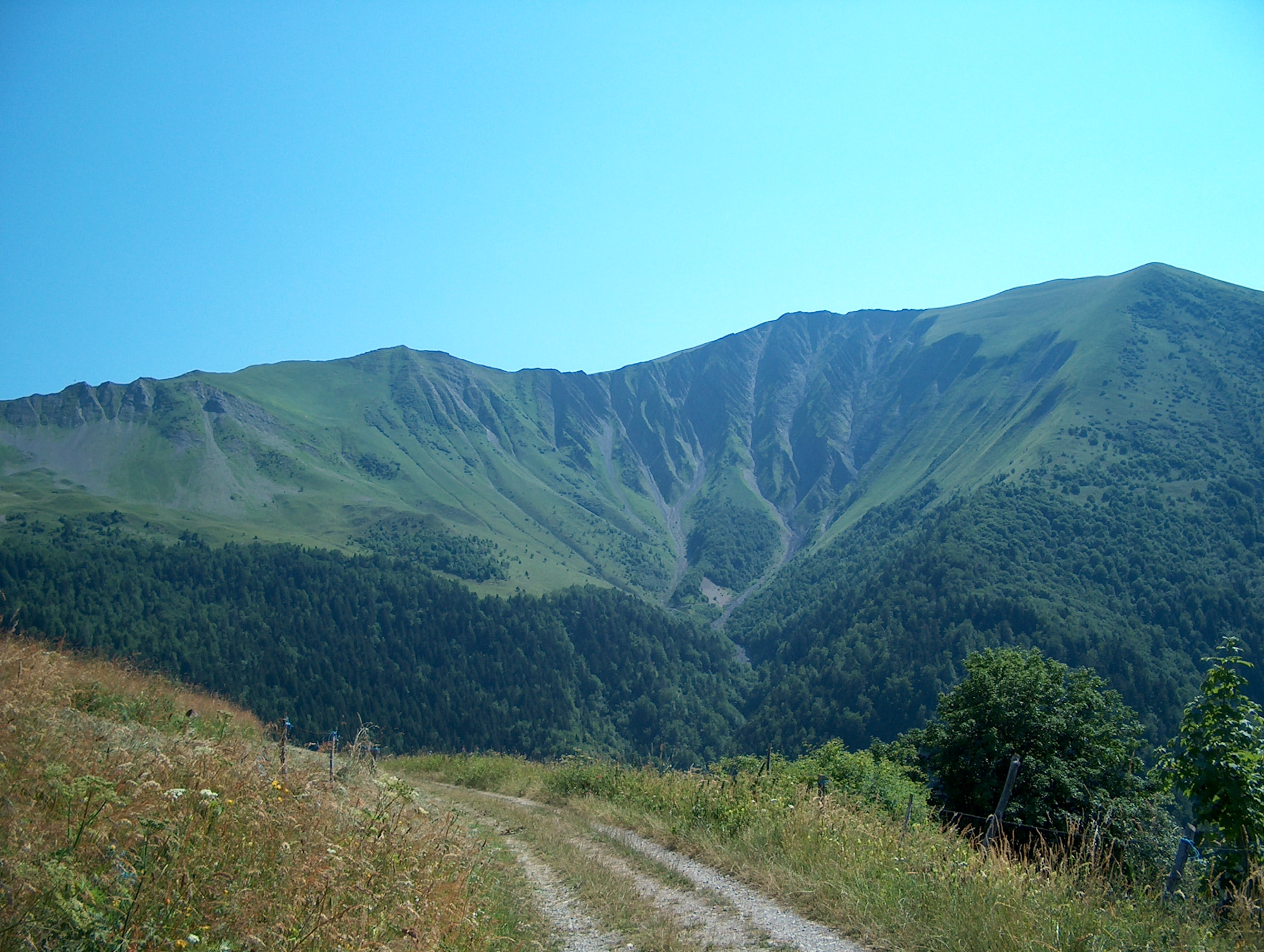
Le Grand Serre, l'un des sommets du massif du Taillefer, vu depuis le hameau du Désert, commune de La Morte

Le massif est formé de trois chaînons parallèles orientés nord-sud et se succédant d'est en ouest.
Dans le chaînon oriental (à l'est de la Roizonne), le plus élevé avec 10 sommets dépassant les 2 500 m, on distingue :
- le Taillefer, point culminant, 2 857 m ;
- la Pyramide, 2 838 m ;
- le Grand Armet, 2 792 m ;
- la pointe de l'Armet, 2 780 m ;
- le rocher du Lac, 2 776 m ;
- les Mayes, 2 695 m ;
- le Coiro, 2 607 m ;
- le Grand Vent, 2 601 m ;
- le Grand Galbert, 2 561 m ;
- la tête de la Grisonnière, 2 545 m ;
- le Cornillon, 2 475 m ;
- la cime Chalvine, 2 285 m ;
- la pointe de l'Aiguille, 2 283 m ;
- l'Étillier, 2 196 m.

Dans le chaînon central (entre le col de La Morte et le plateau matheysin), on trouve du nord au sud :
- le Grand Serre, 2 141 m ;
- le Pérollier, 2 183 m ;
- le Grand Vent, 2 149 m ;
- l'Oreille du Loup, 2 291 m ;
- le Tabor, point culminant du chaînon central, 2 389 m ;
- le Piquet de Nantes, 2 214 m.

Enfin, dans le chaînon occidental, appelé montagne du Conest (dominant la basse vallée du Drac et le plateau matheysin), figurent du nord au sud :
- le Connex, 1 360 m ;
- le Beauregard, 1 632 m ;
- la Peyrouse, 1 710 m ;
- le Sénépy, 1 769 m : ne fait pas partie à proprement parler de la montagne du Conest, car se situant un peu plus au sud et en étant séparé par la « trouée des Mottes » (La Motte-d'Aveillans et La Motte-Saint-Martin).

### Glaciers
Le Taillefer compte de nombreux névés et quelques glaciers, dont le Grand Glacier, sur le versant septentrional du Grand Armet, plus vaste glacier du massif.

## Géologie
Le massif du Taillefer est principalement un massif cristallin à l'instar de la chaîne de Belledonne, dont il est un prolongement. Cependant, le chaînon occidental du Sénépy et de la montagne du Conest est quant à lui formé par des calcaires un peu argileux du Lias inférieur. Y affleurent également sur son flanc occidental des calcschistes du Lias supérieur ou du Dogger basal.

## Activités

### Station de sports d'hiver
- L'Alpe du Grand Serre

### Randonnée alpine
Un tour de Taillefer a été balisé en 2017 par le parc national des Écrins. Initialement prévu en 7 étapes, il peut se réaliser  en 6, 4, voire 3 étapes.